# Anneisha McLaughlin-Whilby

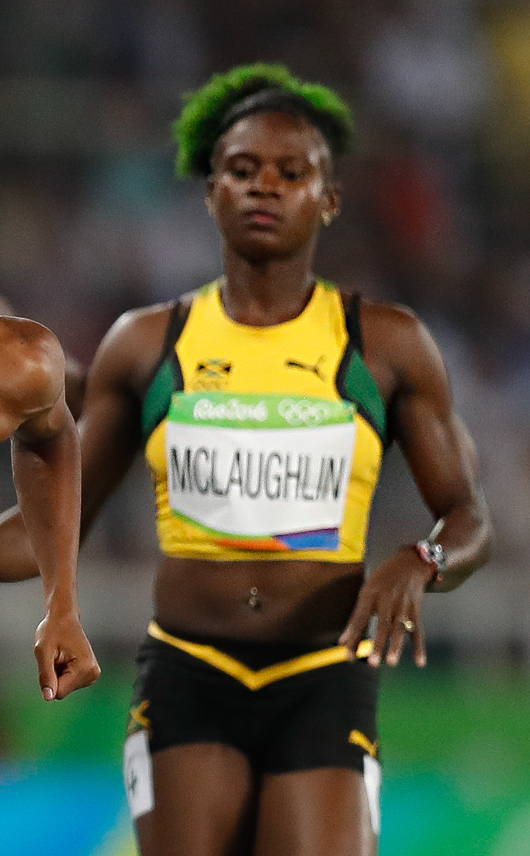
Anneisha McLaughlin-Whilby

Anneisha McLaughlin-Whilby (* 6. Januar 1986 in Manchester) ist eine jamaikanische Sprinterin. 

## Karriere
Sie wurde bei den Leichtathletik-Juniorenweltmeisterschaften 2000 in Santiago mit der jamaikanischen 4-mal-400-Meter-Staffel Zweite und kam bei den Leichtathletik-Jugendweltmeisterschaften 2001 im 400-Meter-Lauf auf den dritten Platz. Bei den Zentralamerikanischen und Karibischen Jugendmeisterschaften 2002 wurde sie Erste über 100 und 200 Meter. Bei den Leichtathletik-Juniorenweltmeisterschaften 2002 in Kingston holte McLaughlin vor heimischem Publikum Silber über 200 Meter. Bei den Leichtathletik-Jugendweltmeisterschaften 2003 in Sherbrooke gewann in derselben Disziplin Gold. Im Jahr 2004 folgte eine weitere Silbermedaille über 200 Meter bei den Leichtathletik-Juniorenweltmeisterschaften in Grosseto.
2009 startete sie bei den Leichtathletik-Weltmeisterschaften in Berlin, kam ins Finale und erreichte mit einer Zeit von 22,62 Sekunden den fünften Platz. Seit Oktober 2014 ist sie mit einem JDF-Sergeant verheiratet.

## Persönliche Bestzeiten
- 100 Meter: 11,35 Sekunden, Kingston, 18. April 2009
- 200 Meter: 22,54 Sekunden, Haldensleben, 22. August 2010
- 400 Meter: 52,31 Sekunden, Kingston, 17. März 2001